# Hrabstwo Tate
Hrabstwo Tate (ang. Tate County) – hrabstwo w stanie Missisipi w Stanach Zjednoczonych. Obszar całkowity hrabstwa obejmuje powierzchnię 410,95 mil² (1064,36 km²). Według szacunków United States Census Bureau w roku 2009 miało 27 337 mieszkańców.
Hrabstwo powstało w 1873 roku.
Hrabstwo należy do nielicznych hrabstw w Stanach Zjednoczonych należących do tzw. dry county, czyli hrabstw gdzie decyzją lokalnych władz obowiązuje całkowita prohibicja.

## Miejscowości
- Coldwater
- Senatobia[6]

| Populacja hrabstwa w poprzednich latach | Populacja hrabstwa w poprzednich latach |
| Rok                                     | Liczba ludności                         |
| --------------------------------------- | --------------------------------------- |
| 1980                                    | 20 084                                  |
| 1990                                    | 21 432                                  |
| 2000                                    | 25 370                                  |
| 2005                                    | 26 548                                  |